# 迪納爾 (土耳其)
迪納爾（土耳其語：Dinar，源於古希臘語：Celaenae-Apàmea, Κελαιναι-Απαμεια）是土耳其的城鎮，由阿菲永卡拉希薩爾省負責管轄，位於該國西南部，距離首府阿菲永卡拉希薩爾106公里，面積1,361平方公里，海拔高度880米，2008年人口24,475。

## 外部連結
- Dinar, Dinartuning, Dinartuning.com
- Afyonkarahisar Dinar[]
- District governor's official website （页面存档备份，存于） （土耳其文）
- Afyon Governorship - Dinar District （土耳其文）